# Wikipedia în vietnameză
Wikipedia în vietnameză (în vietnameză Wikipedia tiếng Việt) este versiunea în limba vietnameză a Wikipediei, și se află în prezent pe locul 9 în topul Wikipediilor, după numărul de articole.  Are peste 1 000 000 de articole, fiind una dintre cele 12 Wikipedii care au peste 1 milion de articole.